# Somerset (Kentucky)
Somerset é uma cidade localizada no estado americano de Kentucky, no Condado de Pulaski.

## Demografia
Segundo o censo americano de 2000, a sua população era de 11.352 habitantes.
Em 2006, foi estimada uma população de 12.219, um aumento de 867 (7.6%).

## Geografia
De acordo com o United States Census Bureau tem uma área de
29,2 km², dos quais 29,2 km² cobertos por terra e 0,0 km² cobertos por água. Somerset localiza-se a aproximadamente 286 m acima do nível do mar.

## Localidades na vizinhança
O diagrama seguinte representa as localidades num raio de 36 km ao redor de Somerset.